# Samuel Shepherd
Samuel Shepherd (6 avril 1760 – 3 novembre 1840) est un avocat, juge et homme politique britannique ayant exercé les fonctions de procureur général et de Lord Chief Baron de la Cour écossaise de l'Échiquier. 

## Jeunesse et carrière
Il est le fils d'Henry Shepherd, bijoutier londonien. De 1773 à 1774, il étudie à la Merchant Taylors 'School, puis dans une autre école de Chiswick. Il entre au Inner Temple en juillet 1776. Après une formation sous la direction de Charles Runnington, il est appelé à la barre le 23 novembre 1781. Il rejoint rapidement le circuit national, un lieu où, avec la Cour des plaids-communs, il a un grand succès. À partir de 1790, il devient progressivement sourd. Il refuse l'honneur de devenir conseil du roi en 1793 mais accepte une promotion au rang de sergent en droit en 1796, devenant le sergent du roi l'année suivante et, après la mort du sergent Cockell, le doyen des Sergents. En 1812, il devient solliciteur général du duché de Cornouailles. 
Il devient célèbre en 1810 pour sa défense de Francis Burdett dans son différend avec la Chambre des communes. 

## Parcours politique et judiciaire
En décembre 1813, il est nommé solliciteur général et est élu au Parlement pour Dorchester le 11 avril 1814. Le 11 mai 1814, il est fait chevalier par le prince régent et devient procureur général en 1817. Il refuse les fonctions de Lord Chief Justice de la Cour du banc du roi et de Chief Plaid, en partie à cause de sa surdité et en partie par refus d'exercer une fonction judiciaire impliquant le procès de prisonniers. A Londres, son adresse est 38 Bloomsbury Square. 
En juin 1819, il accepte le poste de Lord Chief Baron de la Cour d’Échiquier d’Ecosse et devient membre du Conseil privé le 23 juillet. En tant que Lord Chief Baron, il conseille aux juges écossais l’application de la loi de trahison anglaise aux participants de la guerre Radicale. Il déménage à Édimbourg, vivant à Newington House. 
En 1820, il est élu membre de la Royal Society of Edinburgh. Ses proposeurs sont William Adam de Blair Adam, Henry Mackenzie et Thomas Charles Hope. Il est vice-président de la Société de 1823 à 1830. 
En février 1830, il est contraint de prendre sa retraite pour des raisons de santé. Il devient totalement aveugle en 1837. Il meurt dans un cottage à Streatley (Berkshire) le 3 novembre 1840. 
Newington House se trouve sur l'actuelle avenue Blacket et est démolie en 1966. 

## Famille
Le 1er janvier 1783, il épouse Elizabeth White (décédée en 1833), fille de John White de Hicks Hall à St Sepulchre, dans l’extérieur de Londres, sœur de John White, procureur général du Canada. 
Leur fils Henry John Shepherd (d.1866) est un auteur juridique.  
Sa nièce épouse son meilleur ami John Singleton Copley. 